# Jacques Reymond
Jacques Reymond (* 30. August 1950; † 7. Mai 2020) war ein Schweizer Skitrainer.

## Leben
Reymond war viele Jahre als Trainer für den Schweizer Skiverband Swiss-Ski tätig. So fungierte er von 1979 bis 1995 als  Cheftrainer und Techniktrainer des Schweizer Männer-Nationalteams. Des Weiteren war er mehrere Jahre Konditionstrainer im Frauen-Nationalteam. Im Frauen-Nationalteam betreute er auch Erika Hess.
Nach ihrem Rücktritt vom aktiven Skisport heiratete er Hess am 6. Mai 1988. Aus der Ehe gingen drei Söhne hervor; Marco, der jüngste, fuhr Rennen im Europacup und Weltcup. Die beiden lebten in Saint-Légier-La Chiésaz im Kanton Waadt. Zusammen organisierten sie Rennen und Trainingslager für Nachwuchs-Skirennfahrer.
In Saint-Légier-La Chiésaz engagierte sich Reymond auch politisch, so war er Präsident des Gemeinderats.
Während der COVID-19-Pandemie erkrankte Reymond und starb am 7. Mai 2020 im Alter von 69 Jahren an den Folgen einer SARS-CoV-2-Infektion.